# Carlos Eduardo de Oliveira Alves
Carlos Eduardo de Oliveira Alves (Ribeirão Preto, 17 de outubro de 1989), mais conhecido apenas como Eduardo, é um futebolista brasileiro que atua como meio-campista. Joga no Cruzeiro.

## Carreira

### Início da carreira no Brasil
Nascido em Ribeirão Preto, Eduardo jogou nas categorias de base de três clubes do interior de São Paulo. Iniciou sua carreira profissional pelo Desportivo Brasil aos 19 anos, que o emprestou a diversos clubes durante seu contrato; pela Série A, ele jogou por Fluminense em 2009 e pelo Grêmio Prudente em 2010.

### Estoril e carreira na Europa
Terminado o empréstimo ao Grêmio Prudente, Eduardo foi novamente repassado em 2011, desta vez ao Estoril, de Portugal, que pertence ao grupo Traffic, gestor também do Desportivo Brasil. Em sua primeira temporada conquistou o título da Segunda Liga em 2011–12 e, em sua primeira temporada após o retorno, assegurou vaga inédita à Liga Europa da UEFA de 2013–14.

### Porto
Com o sucesso conquistado no Estoril, Eduardo foi contratado pelo Porto para a temporada 2013–14. À época, o jogador assinou contrato por 4 temporadas. Inicialmente, o jogador alternou entre o Porto B e a equipe principal, tendo rápida evolução e se firmando na equipe principal. Participou de 40 jogos e marcou 5 gols nas duas primeiras temporadas pelo clube. Na temporada de 2014–15 foi emprestado ao Nice, da França.

### Empréstimo ao Nice
Viveu um momento marcante jogando pela Ligue 1, quando marcou cinco gols na goleada aplicada em cima do Guingamp por 7–2, em jogo válido pela 11ª rodada.

### Al Hilal
Após o empréstimo ao Nice, o Porto acertou em maio de 2015 a venda de Eduardo para o Al Hilal, da Arábia Saudita, por €10 milhões (sendo €7 milhões fixos mais €3 milhões em metas variáveis). Estreou marcando o gol da vitória sobre o Al-Nassr, conquistando assim o título da Supercopa da Arábia Saudita logo em seu primeiro jogo pela equipe.
Se tornou o grande ídolo da equipe após Thiago Neves, inclusive se tornando, em 2019, o maior artilheiro estrangeiro da história do clube juntamente de Thiago. O feito ocorreu após marcar um gol na vitória sobre o Hajer Club, válida pelas oitavas-de-final da Copa do Rei da Arábia Saudita. Terminou essa temporada como campeão da Liga dos Campeões da AFC.
Ainda no final de 2019 disputou a semifinal do Mundial de Clubes da FIFA contra o Flamengo. Ganhou a bola de bronze do torneio como o terceiro melhor jogador.

### Shabab Al-Ahli
Encerrou seu contrato com o clube saudita em maio de 2020 e, após especulações de clubes como Corinthians e Grêmio, acertou um contrato de três temporadas com o Shabab Al Ahli dos Emirados Árabes. Por lá, conquistou mais títulos nas temporadas de 2021 e 2022 como a Copa da Liga dos Emirados Árabes e a Supercopa dos Emirados Árabes.

### Al Ahli e retorno à Arábia Saudita
Em janeiro de 2022 acertou seu retorno à Arábia Saudita, assinando com o Al-Ahli. Foi apresentado como "Super Edu" na equipe.

### Botafogo
Após semanas de negociação, o Botafogo anunciou a contratação de Eduardo em 12 de julho de 2022, com contrato válido até o fim de 2024. O jogador passou a ser chamado apenas de Eduardo e passou a utilizar a camisa 33. A contratação teve aval do técnico Luís Castro, que comandou o atleta em sua passagem pelo Porto.
Na primeira temporada pelo Botafogo, Eduardo fez 14 jogos, marcou três gols e deu uma assistência, colaborando com a recuperação da equipe no Campeonato Brasileiro. Já em 2023, segundo ano pelo Glorioso, se destacou, com 49 jogos, 12 gols e sete assistências, sendo peça fundamental ao lado de Tiquinho Soares na campanha que teve a melhor campanha da história do primeiro turno dos pontos corridos. Ao final da temporada, juntamente do elenco, teve grande queda de rendimento.[carece de fontes?]
Em 2024, iniciou a temporada contestado pela torcida do Botafogo após a perda do título Brasileiro. Ainda assim, marcou três gols e deu três assistências em 14 jogos até o início de abril daquele ano.[carece de fontes?] Substituiu Tiquinho Soares e foi fundamental na recuperação da equipe na Copa Libertadores, marcando dois gols na vitória contra o Universitario pela 3.ª rodada da fase de grupos. Ao final do ano, fez parte do elenco campeão da Libertadores e do Campeonato Brasileiro, mas não teve seu contrato renovado.

### Cruzeiro
Após fim de contrato com o Botafogo, Eduardo foi anunciando como reforço do Cruzeiro, no dia 3 de janeiro de 2025. O jogador assinou um contrato válido por uma temporada. Marcou seu primeiro gol com a camisa do cruzeiro na derrota para o Palestino, pela Sul-Americana, no dia 24 de abril, jogo da fase de grupos. Após cruzamento de Wanderson, Eduardo cabeceou pra empatar o jogo.
Foi decisivo na partida de volta da Copa do Brasil 2025, contra o Vila Nova, no Serra Dourada. Marcou dois gols na vitória por 3-0, pela terceira fase da competição nacional, em 22 de maio. Foi às redes novamente na goleada por 4-0 sobre o Juventude, no Mineirão, pelo Brasileirão, em 20 de julho. Eduardo marcou o gol que deu números finais ao jogo, e consolidou o Cruzeiro na liderança do campeonato.
Foi um dos heróis da classificação do Cruzeiro às quartas de finais da Copa do Brasil 2025, contra o CRB, no Rei Pelé, em 7 de agosto. No final do jogo, após falha do sistema defensivo adversário, roubou a bola e marcou o segundo e último gol do jogo, que o tornou momentaneamente o artilheiro do Cruzeiro na competição.

## Títulos
Estoril
- Campeonato Português - Segunda Liga: 2011–12

Al-Hilal
- Supercopa Saudita: 2015 e 2018
- Campeonato Saudita de Futebol: 2016–17 e 2017–18
- Copa da Coroa do Príncipe: 2015–16
- Copa do Rei: 2017
- Liga dos Campeões da AFC: 2019

Shabab Al-Ahli
- Supercopa dos Emirados Árabes: 2020
- Copa da Liga dos Emirados Árabes: 2020–21

Botafogo
- Taça Rio: 2023 e 2024
- Copa Libertadores da América: 2024
- Campeonato Brasileiro: 2024

### Prêmios individuais
- Bola de bronze da Copa do Mundo de Clubes da FIFA de 2019